# Ariane (1914)
Ariane (Q100) – francuski oceaniczny okręt podwodny z czasów I wojny światowej, siódma zamówiona jednostka typu Amphitrite. Została zwodowana 5 września 1914 roku w stoczni Arsenal de Cherbourg, a do służby w Marine nationale weszła w 1915 roku. Jednostka służyła podczas wojny na Morzu Śródziemnym i Adriatyku. Okręt został zatopiony 19 czerwca 1917 roku, storpedowany nieopodal Bizerty przez niemiecki okręt podwodny SM UC-22.

## Projekt i budowa
„Ariane” zamówiona została na podstawie programu rozbudowy floty francuskiej z 1909 roku. Jednostkę zaprojektował inż. Julien Hutter, ulepszając swój projekt okrętów typu Clorinde.
„Ariane” zbudowana została w Arsenale w Cherbourgu. Stępkę okrętu położono w 1911 roku, został zwodowany 5 września 1914 roku, a do służby przyjęto go w 1915 roku. Nazwa nawiązywała do mitologicznej postaci – Ariadny. Jednostka otrzymała numer burtowy Q100.

## Dane taktyczno–techniczne

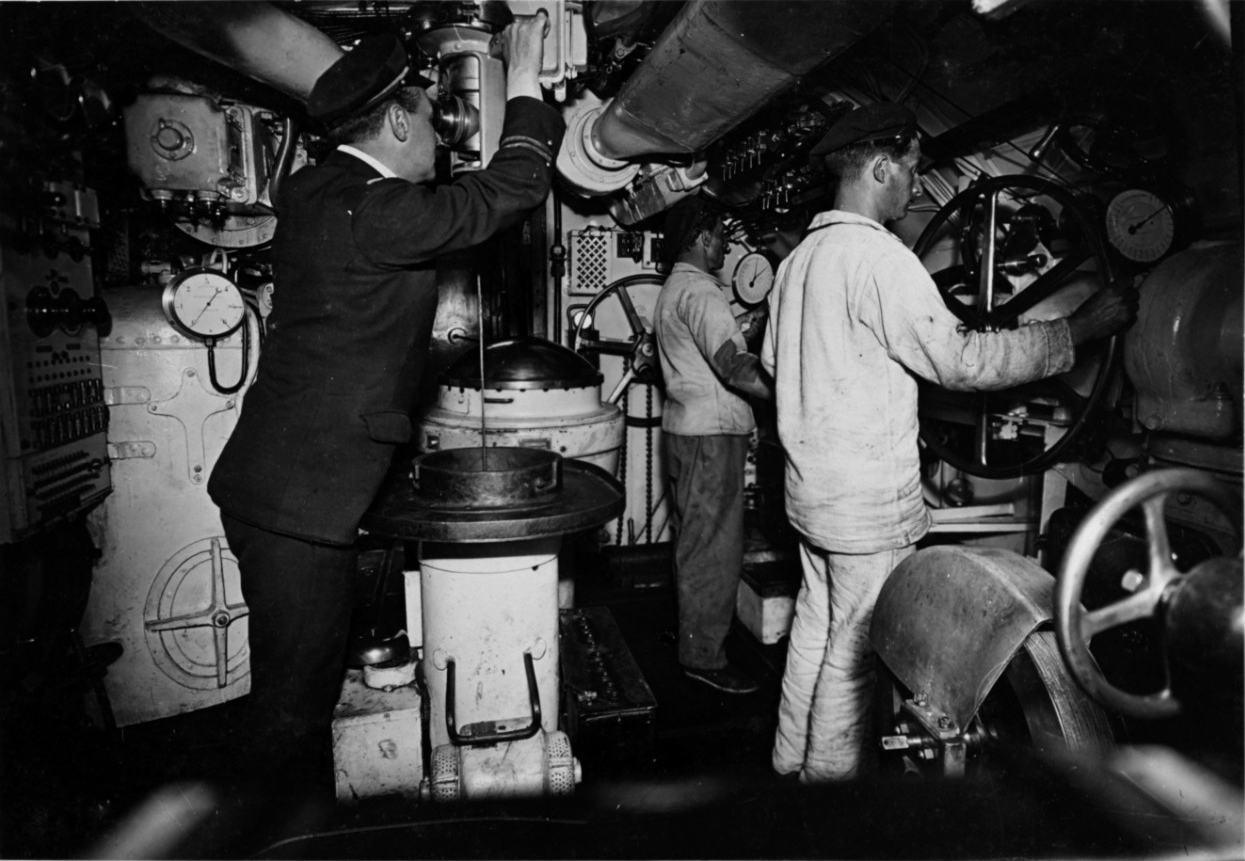
Wnętrze bliźniaczej „Andromaque” (przed 1926 r.)

„Ariane” była średniej wielkości oceanicznym okrętem podwodnym o konstrukcji dwukadłubowej. Długość całkowita wynosiła 53,9 metra, szerokość 5,4 metra i zanurzenie 3,3 metra. Wyporność w położeniu nawodnym wynosiła 414 ton, a w zanurzeniu 609 ton. Okręt napędzany był na powierzchni przez dwa dwusuwowe silniki wysokoprężne MAN (wyprodukowane na licencji we francuskiej firmie Loire) o łącznej mocy 800 koni mechanicznych (KM). Napęd podwodny zapewniały dwa silniki elektryczne Nancy o łącznej mocy 700 KM. Dwuśrubowy układ napędowy pozwalał osiągnąć prędkość 13 węzłów na powierzchni i 9,5 węzła w zanurzeniu. Zasięg wynosił 1300 Mm przy prędkości 10 węzłów w położeniu nawodnym oraz 100 Mm przy prędkości 5 węzłów pod wodą.
Okręt wyposażony był w osiem zewnętrznych wyrzutni torped kalibru 450 mm: dwie na dziobie jednostki oraz sześć systemu Drzewieckiego, z łącznym zapasem 8 torped. Uzbrojenie artyleryjskie stanowiło działo pokładowe kal. 47 mm M1902 L/50, wymienione następnie na działo kal. 75 mm M1897 L/35.
Załoga okrętu składała się z 29 oficerów, podoficerów i marynarzy.

## Służba
„Ariane” podczas wojny pełniła służbę na Morzu Śródziemnym i Adriatyku. 19 czerwca 1917 roku jednostka, przechodząca nieopodal Bizerty próby morskie po niedawnym remoncie, została storpedowana przez niemiecki okręt podwodny SM UC-22. Okręt zatonął o godzinie 5:58 1,5 Mm na północ od Cap Bon, a na jego pokładzie śmierć poniosło 21 członków załogi.